# پویانمایی خمیری

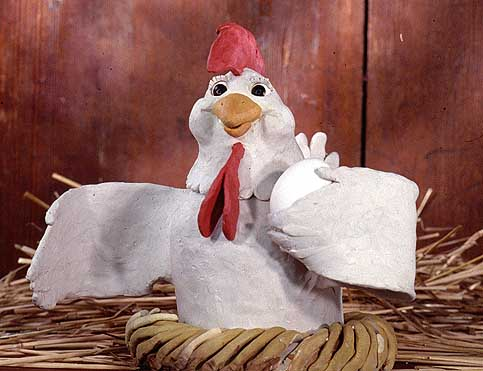
یک صحنه از پویانمایی خمیری یک تبلیغ بازرگانی فنلاندی

انیمیشن خمیری یا پویانمایی با گِل یا خمیر (به انگلیسی: Clay animation or claymation)، یکی از بسیاری از اشکال انیمیشن استاپ موشن است. در این تکنیک معمولا هر قطعه‌ی متحرک، خواه کاراکتر باشد و یا پس‌زمینه، «تغییر شکل‌پذیر» است؛ و از یک ماده قابل انعطاف (معمولاً خمیر مجسمه سازی) ساخته شده است .

## جان بخشیدن به خمیر‌ها
روال کار معمولاً به این صورت است که شخصیت‌هایی با استفاده از گِل یا مواد انعطاف‌پذیری مشابه مثل خمیرِ بازی، در اطراف یک اسکلت سیمی که آرماتور نامیده می‌شود، مجسمه‌سازی می‌شود و سپس جلوی دوربینی با قابلیت عکاسی تک فریم چیدمان می‌شود و هر آنچه که در آن نیاز به حرکت است، ریزبه‌ریز حرکت داده می‌شود، عکس آن گرفته می‌شود، سپس دوباره مختصری به عروسکهای خمیری حرکت داده می‌شود، عکس بعدی گرفته می‌شود و به همین منوال تکرار می‌شود تا زمانی که انیماتور به مقدار دلخواه فیلم دست بیابد. 
تصاویر ثبت‌شده با اینکه ثابت هستند، اما اندک تفاوتی با تصاویر قبلی و بعدی خود دارند و پس از اینکه تمام تصاویر پشت سر هم با سرعت یکنواختی پخش شوند، چشم بیننده آن را به عنوان حرکت درک می کند.
این تکنیک به نام تکنیک «استاپ موشن» مشهور است که به آن «تک‌فریم» نیز گفته می‌شود.
مجموعه فیلم‌های والاس و گرومیت Wallace & Gromit ساخته کمپانی آردمن و بازی کامپیوتری نورهود Neverhood با تکنیک انیمیشن خمیری آفریده شده‌اند.

## انیمیشن خمیری در ایران
در ایران نیز در کنار کارهایی که به انواع سبک‌ های استاپ موشن ساخته شده‌است، سریالهای انیمیشن برکه دوستی و ماجراهای نرمو و فیلم کوتاه انیمیشن کیمیاگر هر سه به کارگردانی مهدی خرمیان از معدود آثار انیمیشن‌ ایرانی هستند که کاملا با تکنیک استاپ موشن خمیری یا Claymation ساخته شده اند.